# 德鲁瓦蒂里耶
德鲁瓦蒂里耶（法語：Droiturier，法語發音：[dʁwatyʁje]）是法国阿列省的一个市镇，位于该省东部，属于维希区。

## 地理
德鲁瓦蒂里耶（46°13'51"N, 3°43'6"E）面积22.07 平方千米，位于法国奥弗涅-罗讷-阿尔卑斯大区阿列省，该省份为法国中部省份，北起涅夫勒省、西北接谢尔省，西南至克勒兹省，南至多姆山省，东南临卢瓦尔省，东临索恩-卢瓦尔省。
与德鲁瓦蒂里耶接壤的市镇（或旧市镇、城区）包括：昂德拉罗什、巴赖-比索勒、勒布勒伊、沙特吕、圣皮埃尔拉瓦勒、圣普里。

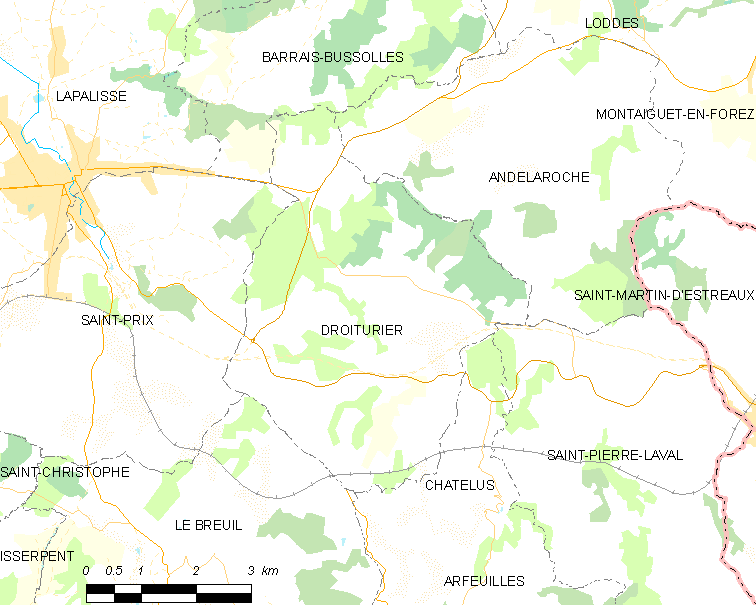
德鲁瓦蒂里耶的OSM定位图

德鲁瓦蒂里耶的时区为UTC+01:00、UTC+02:00（夏令时）。

## 行政
德鲁瓦蒂里耶的邮政编码为03120，INSEE市镇编码为03105。

## 政治
德鲁瓦蒂里耶所属的省级选区为拉帕利斯县。

## 人口

1962-2008年间德鲁瓦蒂里耶人口变化图示

德鲁瓦蒂里耶于2022年1月1日时的人口数量为367人。